# Grande synagogue de Belz (Jérusalem)
Pour les articles homonymes, voir Grande synagogue et Belz.

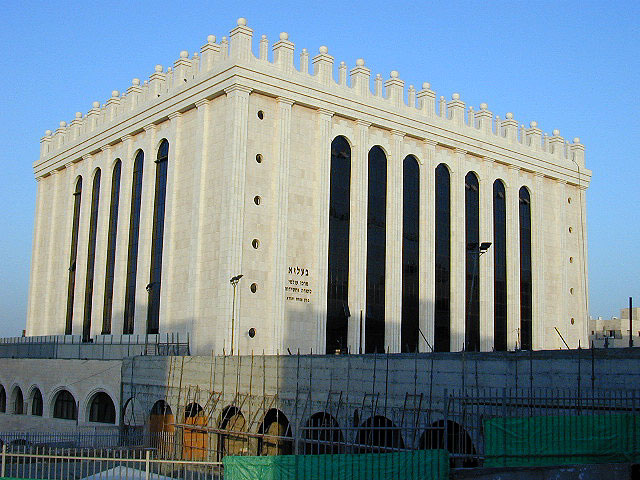
L'extérieur de la Grande synagogue des Hassidim de Belz.

La Grande synagogue de Belz (בעלזא בית המדרש הגדול, Belze Beis HaMidrash HaGadol), à Jérusalem, est la plus grande synagogue du monde. C'est un bâtiment qui a coûté plusieurs millions de dollars, construit par les Juifs hassidiques de Belz (en), avec l'aide philanthropique de leurs adeptes et admirateurs de par le monde.

## Les Hassidim de Belz

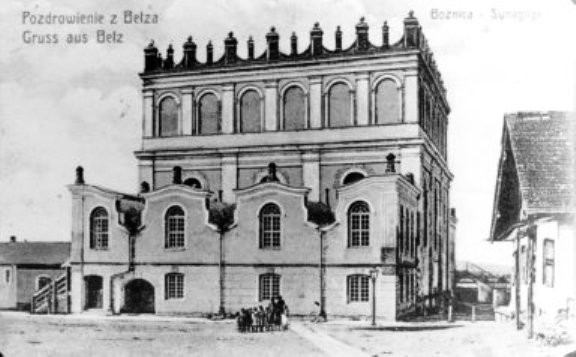
La synagogue de Belz en Ukraine, dédiée en 1843.

Dans de nombreuses villes ou villages (shtetl) de Pologne et d'Ukraine, se sont créées au cours du XVIIIe et XIXe siècles, sous l'impulsion d'un rabbin, rebbe ou leader spirituel, des communautés de Juifs ultra-orthodoxes, appliquant les textes religieux à la lettre et très reconnaissables par leurs coutumes et leur façon de se vêtir, ces communautés hassidiques ont pour la plupart été anéanties pendant la Seconde Guerre mondiale lors de la Shoah.
À Belz, autrefois en Pologne (Galicie), actuellement en Ukraine, le rabbin Shalom Rokea'h, sous le nom de Rabbi Shalom est le premier Belzer Rebbe (Rabbin de Belz) de 1817 à 1855 de la communauté hassidique de Belz. Il fait construire à Belz une synagogue imposante ressemblant à une forteresse, avec des murs de 1 mètre d'épaisseur, un toit crénelé et des remparts décorés de boules dorées. Dédiée en 1843, elle peut accueillir jusqu'à 5 000 fidèles et possède une acoustique remarquable. 
Quand les nazis envahissent Belz fin 1939, ils essayent de détruire la synagogue en l'incendiant et en la dynamitant, mais la synagogue n'est que peu endommagée. Ils forcent alors les Juifs de Belz à la détruire eux-mêmes pierre par pierre. 
Les survivants de la communauté hassidique de Belz, s'établissent après la guerre principalement en Israël, aux États-Unis, en Belgique, et au Canada.

## La Grande synagogue de Belz de Jérusalem
Au début des années 1980, le Rabbi Yissachar Dov Rokeach (II) de la dynastie hassidique de Belz (en) lance les plans pour l'édification d'une immense synagogue à Kiryat Belz, le quartier de Jérusalem où les Hassidim de Belz se sont regroupés. 
Le bâtiment situé dans une banlieue vallonnée, doit posséder quatre entrées accessibles de chacune des quatre rues qui le bordent et être une réplique agrandie du bâtiment construit par le premier Rabbi de Belz, Shalom Rokeach dans la ville de Belz. Il doit comprendre un sanctuaire principal grandiose, des salles d'étude plus petites, des salles pour les mariages et les Bar Mitsva, des bibliothèques et des parties communes.
Dans le courant des années 1980 et 1990, de nombreuses collectes ont lieu pour récolter les fonds nécessaires.

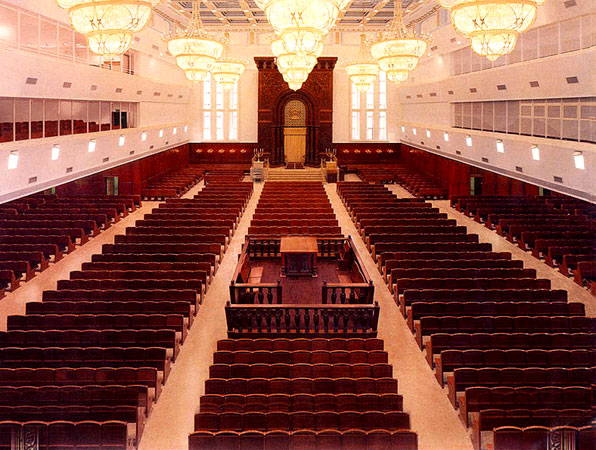
L'intérieur imposant de la synagogue peut recevoir 6000 fidèles.

Comme la synagogue originale de Belz qui fut construite en 15 ans, la nouvelle Beis Hamidrash HaGadol qui maintenant domine de sa hauteur toute la partie nord de Jérusalem, a pris aussi 15 ans pour être construite. Dédiée en 2000, son sanctuaire principal accueille 6 000 fidèles. L'Arche Sainte en bois sculpté a une hauteur de 12 mètres et pèse 18 tonnes. Sa dimension lui permet de conserver plus de 100 rouleaux de la Torah.  Les neuf chandeliers, de 6 mètres de haut sur 3,5 mètres de large sont composés chacun de plus de 200 000 pièces de cristal de Bohême. 
Par contraste à la majestueuse synagogue, la simple chaise en bois avec son lutrin, utilisé par le Rabbi Aharon Rokeach de Belz lorsqu'il arriva en Israël en 1944, est protégée dans une vitrine en verre près de l'Arche. 

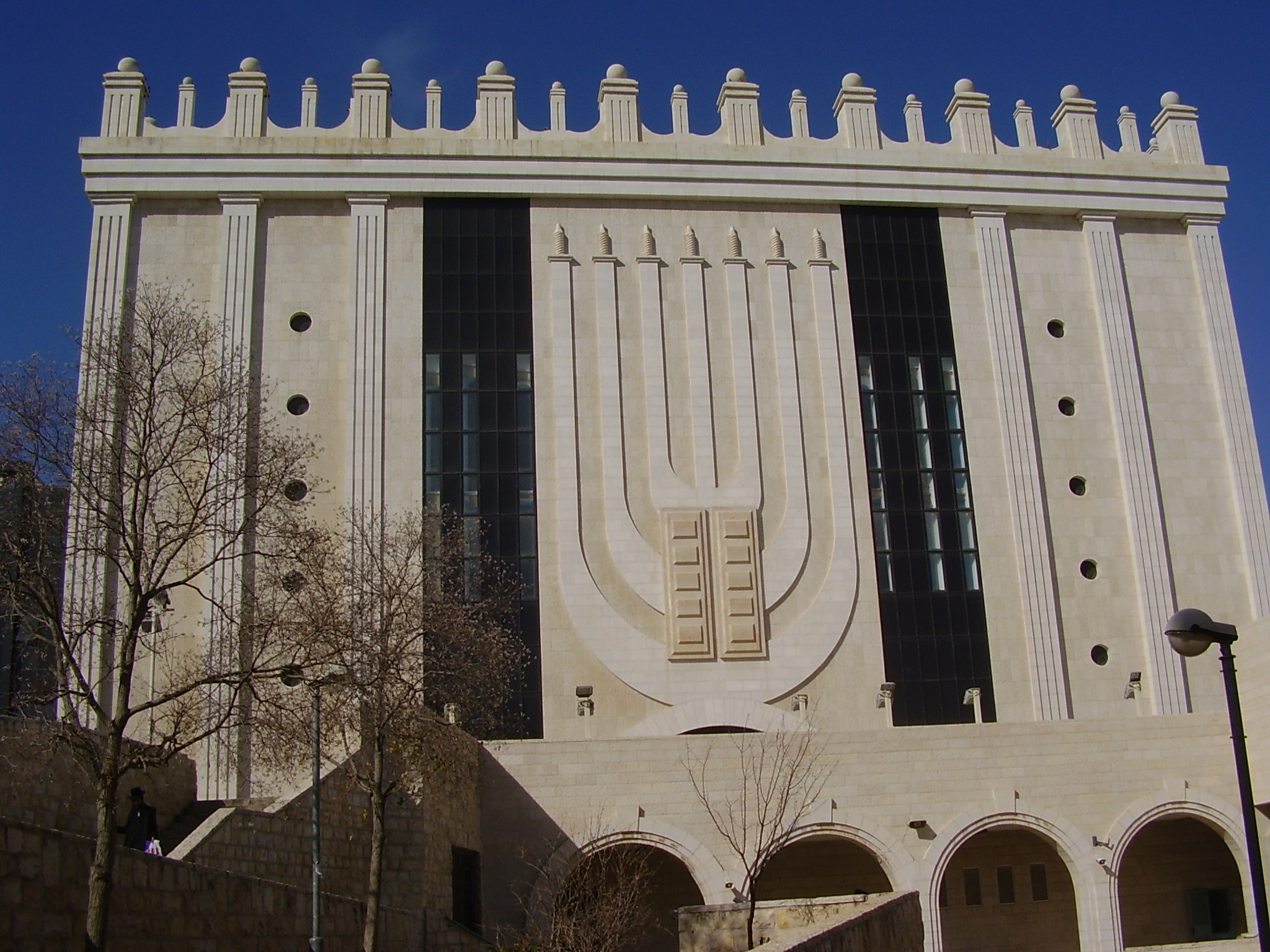
Façade de la Grande synagogue.

Le complexe possède de nombreux étages de salles. Le sanctuaire principal n'est utilisé que pour le Chabbat et les jours de fête, tandis que pendant la semaine, les offices ont lieu dans des salles plus petites situées en dessous de la grande salle. Dans ces petites synagogues appelées shtieblach, se déroulent toutes les 10 minutes, les offices de Shaharit (du matin), de Min'ha (de l'après-midi) et de Arvit (du soir). Dans une salle plus grande adjacente, ont lieu les Tish (célébrations hassidiques lors du rassemblement autour du rabbin).
Aux étages inférieurs se trouvent les dortoirs utilisés par les Hassidim de Belz arrivant en Israël en provenance des États-Unis et des autres pays pour les fêtes de Roch Hachana, Yom Kippour et Souccot. D'autres grandes salles servent pour les repas de chabbat, et la célébration des cérémonies de mariage et de Bar Mitsva.

## Galerie

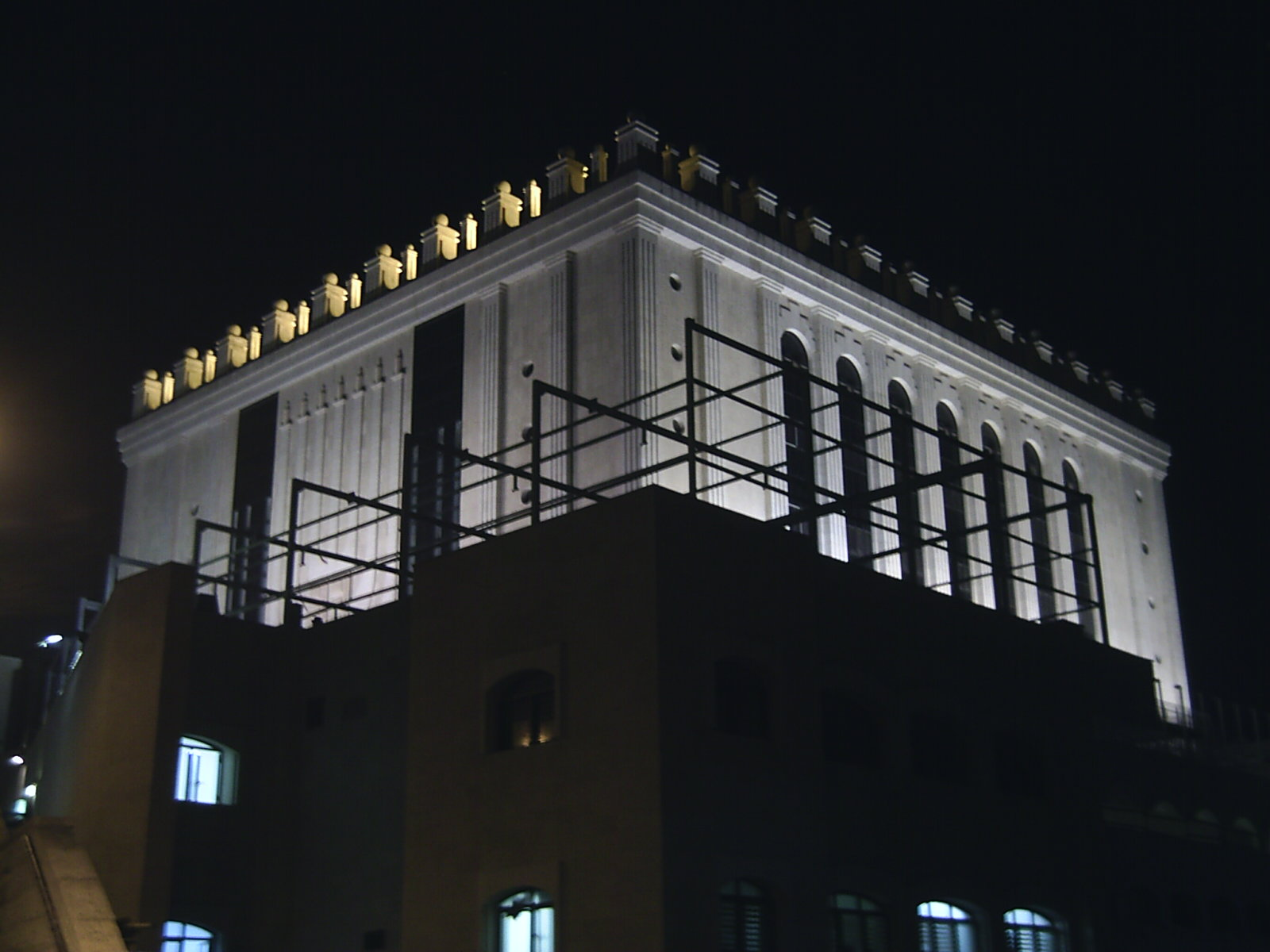
La Grande synagogue de nuit.
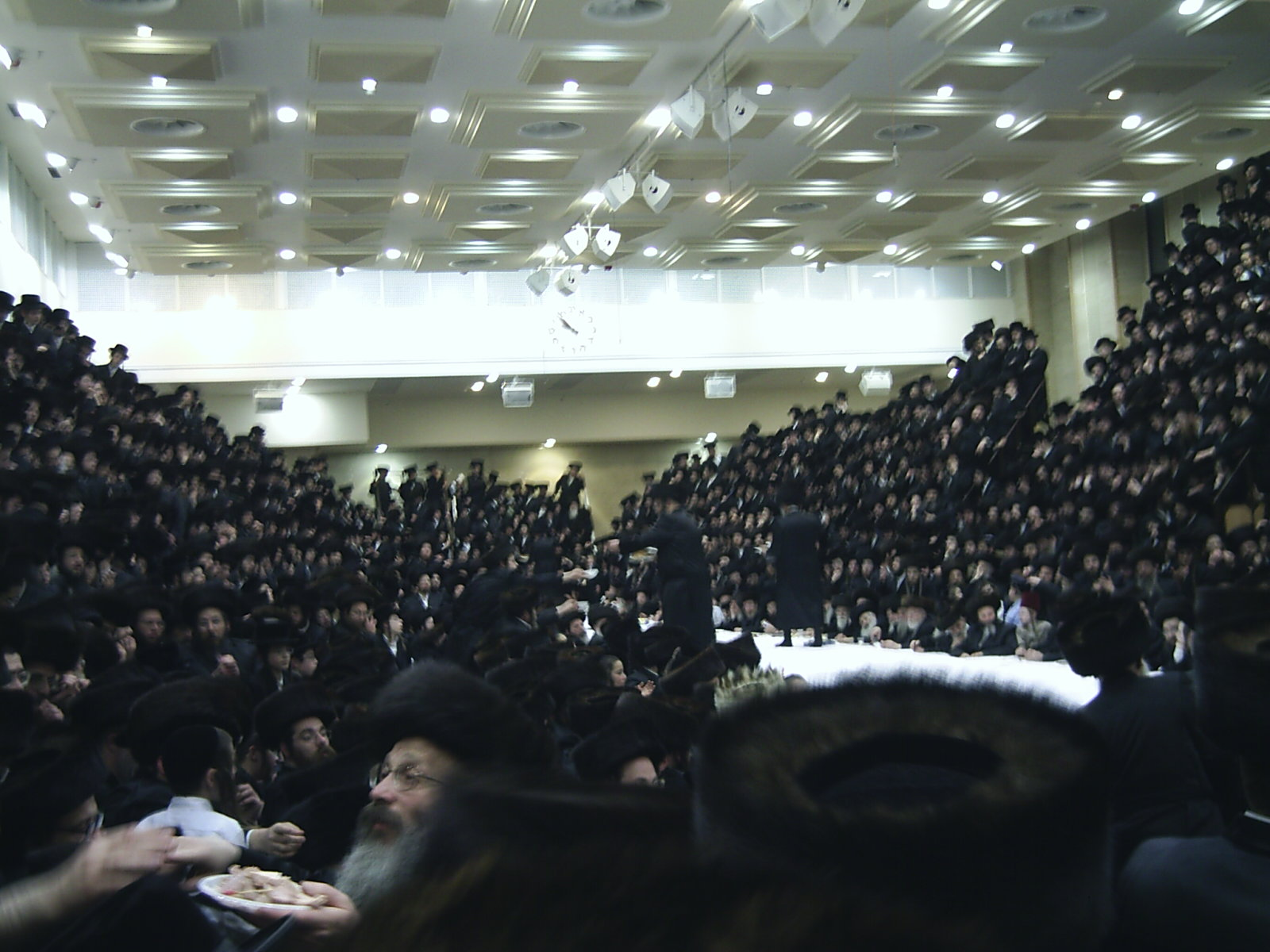
Célébration hassidique de la Tish lors de Pourim 5766.
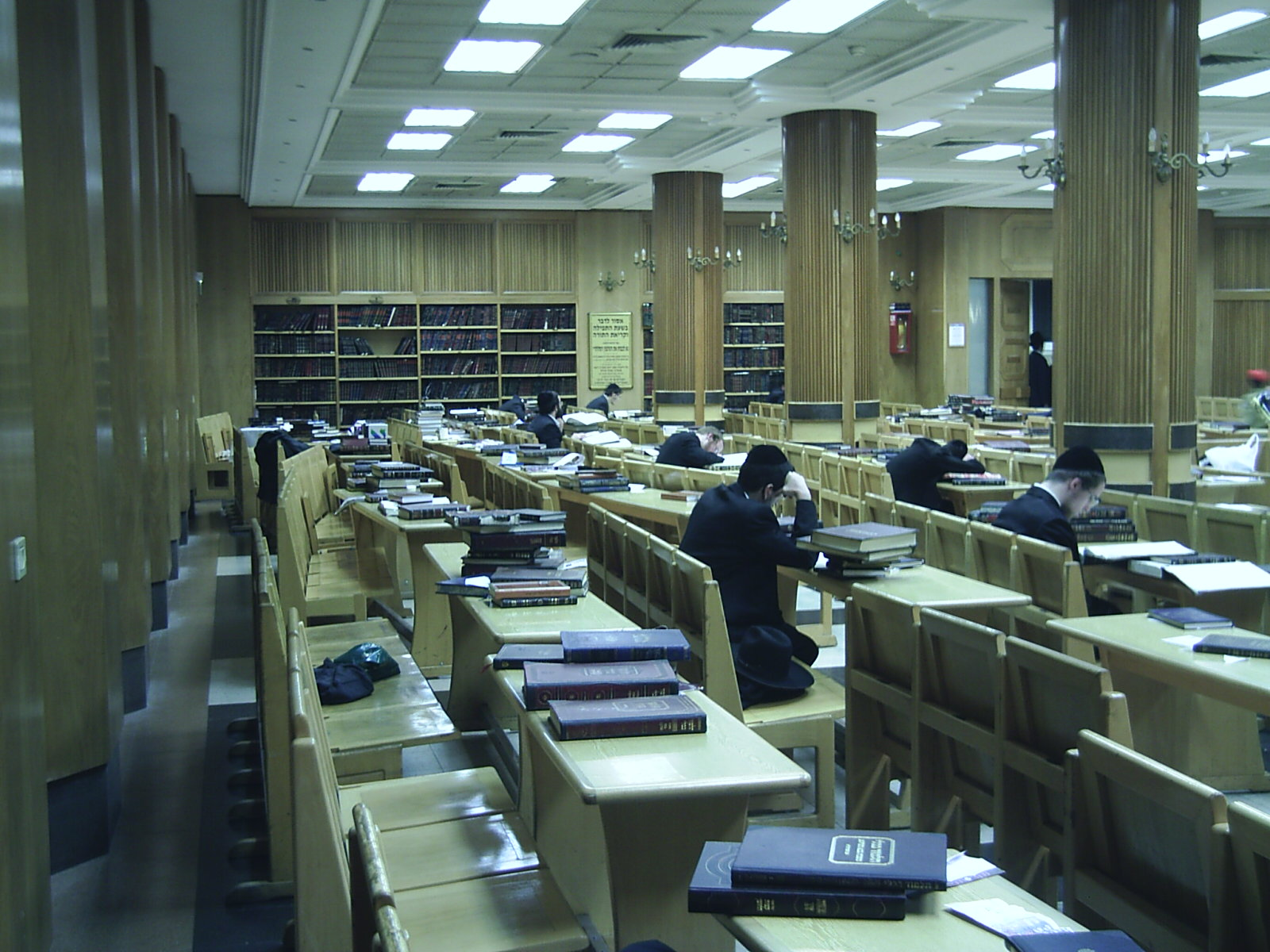
Une des nombreuses salles d'étude.